# Illa Carlisle
L'illa Carlisle Island (en anglès Carlisle Island; en aleutià Kigalĝa) és una petita illa, molt muntanyosa, que forma part de les illes Four Mountains, un subgrup de les illes Aleutianes, a l'estat d'Alaska, Estats Units, que es troben entre les illes Fox i les illes Andreanof.
L'illa es troba a uns 3 quilòmetres de l'illa Chuginadak, de la qual la separa l'estret de Carlisle, i a uns 9 quilòmetres al nord-est de l'illa Herbert. L'illa té una forma arrodonida, amb un diàmetre d'uns 7 quilòmetres i es troba dominada per un estratovolcà del mateix nom que s'eleva fins als 1.620 msnm, la darrera erupció del qual tingué lloc el 1987.